# Фузайлов Хакім Каюмович
Хакі́м Каю́мович Фуза́йлов (тадж. Ҳаким Қаюмович Фузайлов, нар. 12 серпня 1964, Курган-Тюбе) — радянський і таджицький футболіст, що грав на позиції захисника. По закінченні кар'єри футболіста — футбольний тренер.

## Клубна кар'єра
Хакім Фузайлов народився в місті Курган-Тюбе, і розпочав заняття футболом в місцевій ДЮСШ. У 1982 році Фузайлов розпочав виступи в місцевому клубі другої ліги «Пахтакор», у якому грав до 1985 року з перервою в службі в армії, під час якої він грав у складі ташкентського «Динамо». У 1986 році футболіста запросили до найсильнішої на той час команди Таджикистану «Памір» з Душанбе, яка на той час грала в першій радянській лізі. У складі «Паміра» Фузайлов швидко став одним із ключових гравців захисту команди, а в 1988 році разом із командою став переможцем турніру першої ліги, за підсумками якого таджицька команда вперше отримала право на виступи у вищій союзній лізі. З 1989 до 1991 року Хакім Фузайлов грав у складі «Паміра» у вищій радянській лізі, де продовжував бути одним із основних гравців захисту команди. Після розпаду СРСР Фузайлов розпочав виступи за «Памір» у чемпіонаті Таджикистану, проте після півфінального матчу Кубка СНД із московським ЦСКА, програного «Паміром» із рахунком 0-2 20 квітня 1992 року, футболіст залишається у Росії, і вже 24 квітня цього ж року виходить на поле у складі московського «Локомотива» в матчі проти воронезького «Факела». У складі московських «залізничників» футболіст грав у основному складі до 1994 року, після чого перестав потрапляти до основного складу команди, і в 1995 році став гравцем команди другої російської ліги «Арсенал» з Тули, в якому грав до 1997 року. Після цього, не зважаючи на запрошення кількох футбольних клубів з різних країн, Хакім Фузайлов завершив виступи на футбольних полях.

## Виступи за збірні
17 червня 1992 року Хакім Фузайлов дебютував у складі збірної Таджикистану, у якому таджицька збірна зіграла внічию 2-2 зі збірною Узбекистану. У складі збірної Фузайлов грав до 1996 року, провів у її складі 6 матчів, та відзначився 1 забитим м'ячем у передостанньому своєму матчі у складі збірної у переможному матчі зі збірною Узбекистану.

## Тренерська кар'єра
Після завершення виступів на футбольних полях Хакім Фузайлов відразу ж розпочав тренерську кар'єру, очоливши в 1998 році узбецький клуб «Бухара», в якому він працював до 1999 року. На початку 2000 року таджицький тренер очолив інший узбецький клуб «Динамо» з Самарканда, в якому він працював до 2002 року. У 2003 році Хакім Фузайлов очолив інший узбецький клуб «Андижан», у якому працював до кінця року. У 2004 році Фузайлов працював тренером нижчолігового російського клубу «Титан» з Москви. У 2005 році таджицький спеціаліст працював у російському клубі «Локомотив» з Калуги. З 2005 до 2009 року Хакім Фузайлов входив до тренерського штабу російського клубу «Ростов», а з 2009 до 2011 року працював тренером-селекціонером свого колишнього клубу «Локомотив» з Москви.
На початку 2012 року Хакім Фузайлов став віце-президентом узбецького клубу «Локомотив» з Ташкента, а за кілька місяців увійшов до його тренерського штабу. З початку 2013 року Фузайлов очолив ташкентський клуб, працював на посаді головного тренера «Локомотива» до лютого 2014 року. У 2015 році колишній футболіст працював тренером-селекціонером клубу «Терек» з Грозного.
У 2016 році Хакім Фузайлов став співробітником Федерації футболу Таджикистану, а в травні цього ж року після відставки Мухсина Мухамадієва Фузайлов став головним тренером збірної Таджикистану. Проте йому не вдалось виконати головне завдання — вивести збірну на Кубок Азії 2019 року, тому в березні 2018 року Фузайлов покинув посаду головного тренера національної збірної. У кінці 2018 року Хакім Фузайлов став головним тренером таджицького клубу «Істіклол», та працював на цій посаді до кінця 2019 року.
На початку 2020 року Хакім Фузайлов нетривалий час працював у таджицькому клубі «Куктош», а весною цього ж року очолив киргизький футбольний клуб «Каганат» з Оша. Проте улітку власники клубу вирішили розірвати контракт із Фузайловим у зв'язку з епідемією коронавірусної хвороби в країні. У липні 2020 року колишній футболіст очолив таджицький клуб «Худжанд», проте в кінці року керівництво клубу заявило, що не планує продовжувати контракт із Фузайловим. На початку 2021 року Хакім Фузайлов удруге в своїй тренерській кар'єрі очолив узбецький клуб «Динамо» з Самарканда. На початку 2022 року Фузайлов удруге за кар'єру очолив клуб «Бухара», з середини 2023 року перейшов на посаду тренера-консультанта бухарського клубу.

## Особисте життя
Батько Хакіма Фузайлова працював залізничником, мати була домогосподаркою. У Хакіма Фузайлова є 5 братів і 2 сестри, два брати Рахматулло та Хікмат також стали професійними футболістами та грали у складі збірної Таджикистану.

## Досягнення

### Як гравець
- Переможець першої ліги СРСР — 1988
- Чемпіонат Таджикистану
  -  Чемпіон (1): 1992
- Володар Кубку Таджикистану : 1992

### Як тренер
- Володар Суперкубка Таджикистану : 2019